# Флаг Боготы
Флаг Боготы — официальный символ города Са́нта-Фе-де-Богота́, столицы Колумбии, утверждённый 9 октября 1952 года Указом Мэрии Специального района Богота № 555. Флаг, наряду с гербом Боготы, является главным символом столицы страны. Двухполосный жёлто-красный флаг использовался во время войны за независимость Колумбии, которая началась 20 июня 1810 года.

## Описание
Флаг состоит из двух равновеликих горизонтальных полос — верхняя жёлтого (золотого), нижняя красного (алого) цвета. В центре полотнища помещён герб города Богота.
Жёлтый цвет символизирует справедливость, силу и добро. Красный — свободу, здоровье и добродетель.